# Еніс Дестан
Еніс Дестан (тур. Enis Destan, нар. 15 червня 2002, Конак) — турецький футболіст, нападник клубу «Трабзонспор».
Виступав, зокрема, за клуби «Алтинорду», «Трабзонспор» та «Варта» (Познань), а також молодіжну збірну Туреччини.
Чемпіон Туреччини.

## Клубна кар'єра
Народився 15 червня 2002 року в місті Конак.
У дорослому футболі дебютував 2020 року виступами за команду «Алтинорду», в якій провів два сезони, взявши участь у 44 матчах чемпіонату.  Більшість часу, проведеного у складі «Алтинорду», був основним гравцем атакувальної ланки команди.
Своєю грою за цю команду привернув увагу представників тренерського штабу клубу «Трабзонспор», до складу якого приєднався 2022 року. Відіграв за команду з Трабзона менше одного року своєї ігрової кар'єри.
У 2022 році орендований клубом «Варта» (Познань), у складі якого провів наступний рік своєї кар'єри гравця. Граючи у складі познаньської «Варти» також здебільшого виходив на поле в основному складі команди.
До складу клубу «Трабзонспор» приєднався 2023 року. Станом на 12 квітня 2024 року відіграв за команду з Трабзона 27 матчів у національному чемпіонаті.

## Виступи за збірну
З 2021 року залучається до складу молодіжної збірної Туреччини. На молодіжному рівні зіграв у 20 офіційних матчах, забив 5 голів.

## Титули і досягнення
- Чемпіон Туреччини (1):

«Трабзонспор»: 2021-2022
- Володар Суперкубка Туреччини (1):

«Трабзонспор»: 2022